# Melilotus altissimus
Melilotus altissimus o meliloto alto es una especie botánica bienal leguminosa del género Melilotus. Se distribuye por Asia, Europa, África. A diferencia de otras especies del género, presenta el ovario y el fruto pubescente.

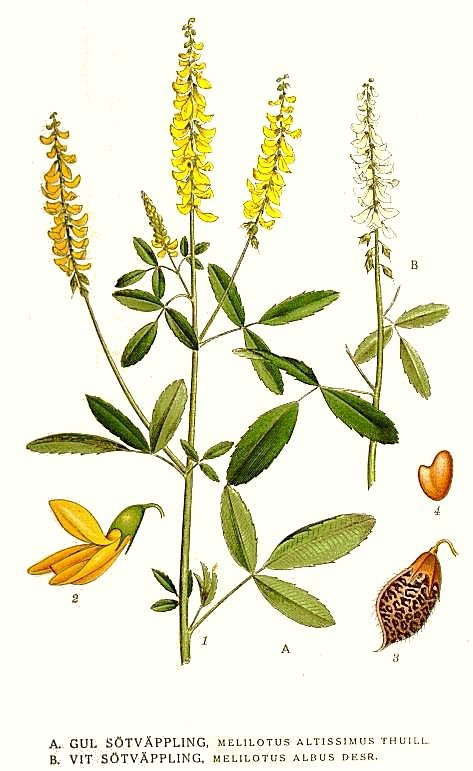
Ilustración

## Hábitat
Su hábitat es el ruderal, vías de comunicación y cursos de agua, en suelo húmedo. No tiene preferencia edáfica. Su rango altitudinal es entre 200 y 1200 m s. n. m. Florece de verano a otoño

## Descripción
De 3 a 15 dm de altura, muy densa, con numerosas y pequeños trifolios denticulados. Los frutos son de leguminosas, verdes oscuros al madurar. 
Son muy visitados por las abejas; son además buen constituyente para abono verde.

## Taxonomía
Melilotus altissimus fue descrita por Jean-Louis Thuillier y publicado en Flore des Environs de Paris (ed. 2) 378. 1799.
Etimología
Melilotus: nombre genérico que deriva de las palabras griegas:  meli que significa "miel", y lotos, una leguminosa.
altissimus: epíteto latíno  que significa "el más alto".
Sinonimia
- Melilotus adriaticus Borbás (1902)
- Melilotus altissima Thuill.
- Melilotus macrorhizus Pers.
- Melilotus linearis Pers. (1807)
- Melilotus palustris Schult. (1814)
- Melilotus puiggarii Sennen & Gonzalo (1925-26)